# Entoderm
Das Entoderm (von altgriechisch ἐντός entós „innen, innerhalb“ und  δέρμα dérma „Haut“), auch Endoderm (ἔνδον éndon gleichfalls „innen, innerhalb“), ist das innere Keimblatt des Embryoblasten. Das Entoderm ist nicht zu verwechseln mit der Endodermis der Pflanzen.
Aus dem Entoderm bilden sich die Epithelien folgender Organe:
- Verdauungstrakt (ausgenommen Mundhöhle, Enddarm) inklusive seiner Drüsen.
- Leber
- Pankreas
- Schilddrüse und Nebenschilddrüse
- Thymus
- Atmungstrakt
- Harnröhre
- ein Teil der Epithelien des Geschlechtstraktes